# Віктор Монтальяні
Віктор Монтальяні (англ. Victor Montagliani) — канадський бізнесмен, спортивний функціонер, президент КОНКАКАФ і віце-президент ФІФА.

## Біографія
Монтальяні був футболістом-аматором, виступав за канадський клуб «Коламбус». Закінчив Університет Саймона Фрейзера.
У 2005 році був обраний главою футбольної асоціації Британської Колумбії. 5 травня 2012 року Віктор став президентом Федерації футболу Канади, змінивши на цій посаді доктора Домініка Маестраччі.
У лютому 2016 року Монтальяні оголосив про свій намір балотуватися на пост президента конфедерації футболу Північної і Центральної Америки і країн Карибського басейну. 12 травня він був обраний на цей пост, отримавши 25 голосів з 41 і випередивши Ларрі Массендена, голову Футбольної асоціації Бермудських островів.